# Округ Вајз (Тексас)
Округ Вајз (енгл. Wise County) је округ у америчкој савезној држави Тексас. По попису из 2010. године број становника је 59.127.

## Демографија
Према попису становништва из 2010. у округу је живело 59.127 становника, што је 10.334 (21,2%) становника више него 2000. године.
| Група             | 2000.          | 2010.          |
| Белци             | 41.991 (86,1%) | 47.122 (79,7%) |
| Афроамериканци    | 600 (1,2%)     | 627 (1,1%)     |
| Азијати           | 107 (0,2%)     | 244 (0,4%)     |
| Хиспаноамериканци | 5.248 (10,8%)  | 10.112 (17,1%) |
| Укупно            | 48.793         | 59.127         |